# URAWA BOYS

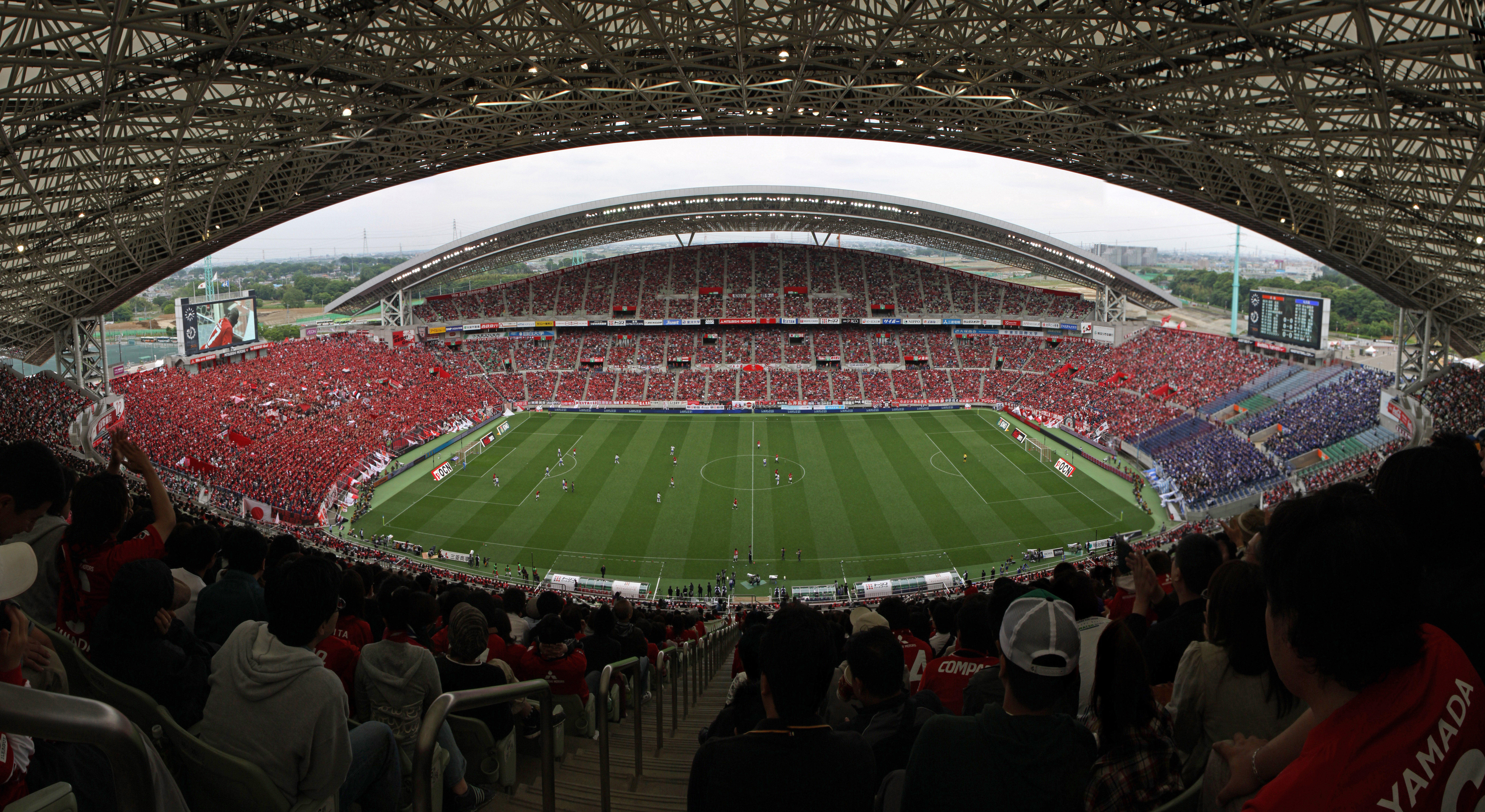
埼玉スタジアム2002での応援風景（2009年5月16日）

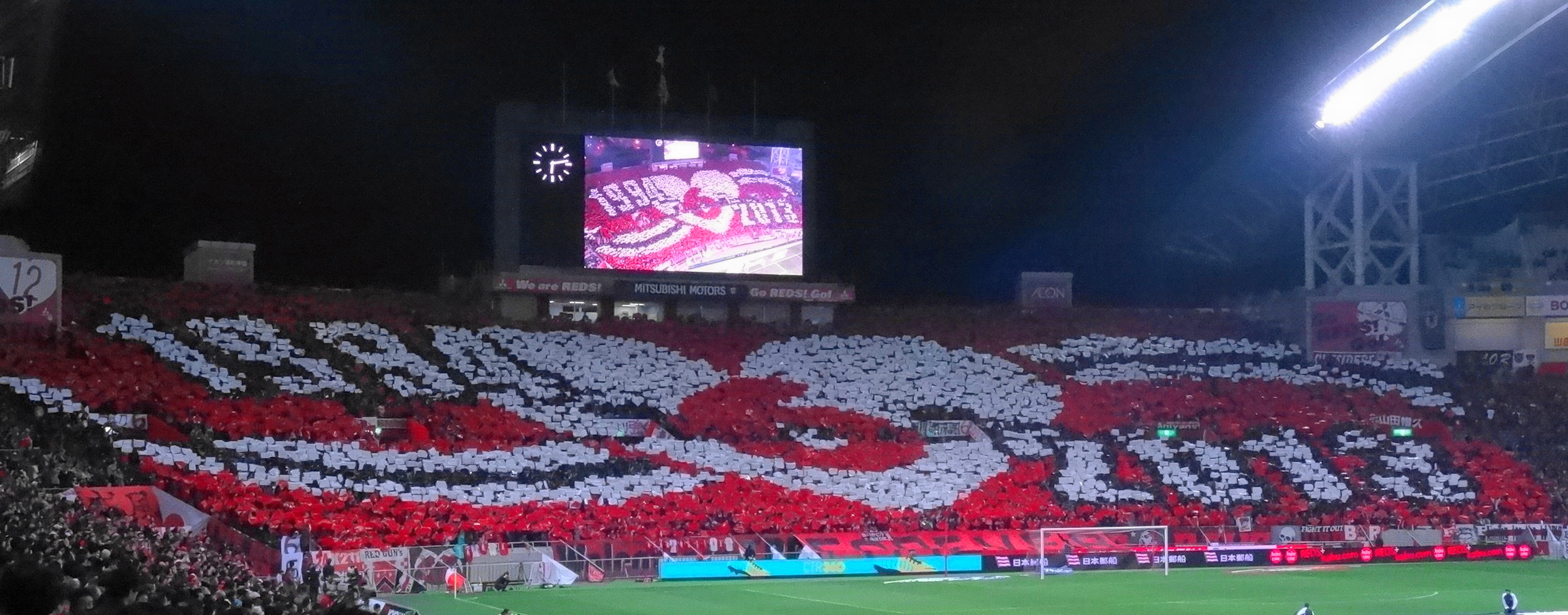
URAWA BOYSなどが陣取る北側バックスタンドの観客によって描かれたコレオグラフィー（人文字）写真は2013年12月7日のセレッソ大阪戦、この試合を最後に引退する山田暢久へのコレオグラフィー。

URAWA BOYS（ウラワボーイズ）は、1997年から2014年にかけて活動していたJリーグ・浦和レッズのサポーター集団である。通称UB。なお、2018年より活動を再開している。
1997年、それまで浦和駒場スタジアムの東側ゴール裏で中心的な活動を行っていたサポーター達により結成された。初代リーダーの相良純真が「浦和生まれの浦和育ちで、ずっと浦和でサッカーをやってきた。浦和と名の付くチームが弱いことは納得がいかないし、サッカーどころのサポーターならサッカーを良く理解していなければならない」と語るように「サッカーの街、浦和のプライド」を全面に出した応援スタイルを標榜した。その一方で埼玉県や浦和とは直接繋がりのない革命家のチェ・ゲバラの横断幕を頻繁に掲げたが、これは浦和サポーターの原型を作り上げたサポーター集団『クレイジー・コールズ』（以下CC）が「反体制」を信条としていたことに由来している。なお、作家の豊田充穂によれば浦和サポーターにとっての「体制」とは政治闘争とは関係なく、「メジャーな存在」あるいは「東京への盲目的な帰属意識」だとしている。

## 歴史

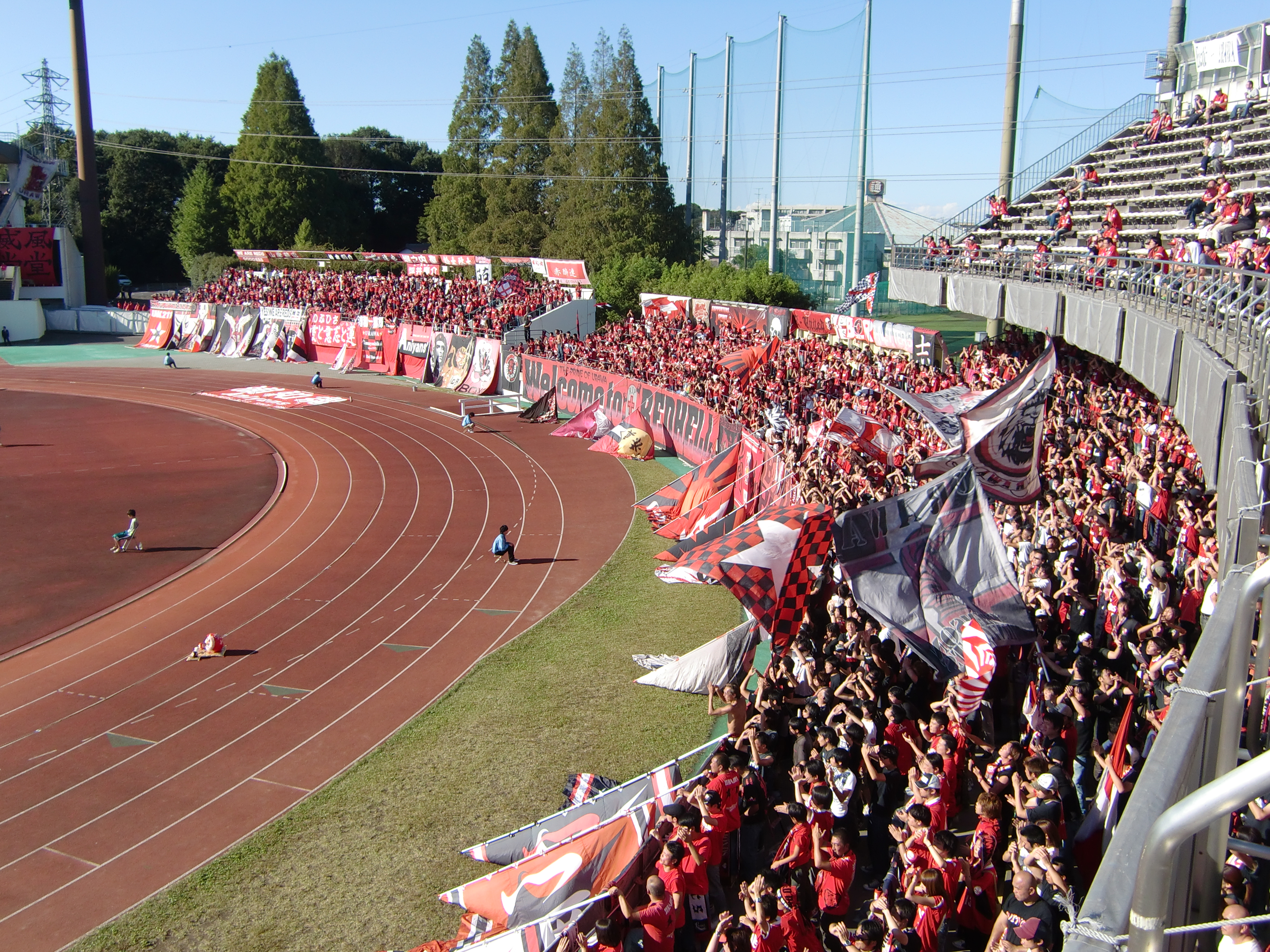
浦和駒場スタジアムでの応援風景（2010年10月11日）

1995年秋、浦和の応援をリードする立場にあったCCのリーダー吉沢康一が騒動に巻き込まれたことを契機にグループは解散。CCのメンバーは吉沢と行動を共にしスタジアムを離れるグループと、スタジアムに残り応援を続けるグループとに分裂した。
後者のリーダーにはCCでも中心的役割を担っていた相良純真が就任。1996年シーズン開幕を前に吉沢らを欠いた今後の応援の方向性が話し合われ、それまでのカリスマ性を持ったリーダー を頂点に方針を決めていくやり方から、複数のメンバーによる合議制によって方針を決めていこうとの結論に達した。
翌1997年にURAWA BOYS（以下UB）と命名。UBのメンバー達はCC時代のクオリティを保とうとする一方で、サポートの方法として定石である太鼓の廃止による声だけの応援を行うなど、新たなる試みも実践した。結果的にこの試みは失敗に終わり1997年シーズン途中に太鼓を復活させているが、吉沢というリーダーを失ったことによるトーンダウンは明白だったとの指摘もあった。一方で太鼓の一時的な廃止はUB以外の他グループに「応援の発信地は一つだけではない」との意識が広がる契機になった。
この過程でUBと他のグループとの繋がりも生まれるようになり、UBを中心に複数のグループによる集合体を形成するようになる。またCC時代には大旗（通称デカ旗）や人文字などを使ったビジュアル的な応援も一手に担っていたが、これを別のグループに一任する などスタジアムにおける役割の分業化を図るようになった。その後、UBと周囲のグループは「クルバ・エスト」を名乗り浦和レッズサポーターにおける最大の派閥を形成するようになった。
1999年のJ2降格を経て、2006年にJ1で初優勝した際には、リーダーの角田は「日本一は当然。遅すぎたくらい。まだ天皇杯もACLもあるので、1試合1試合勝っていくだけ。負けの時代は終わった。これからは勝ちの時代をここ埼スタから作っていく。」と発言した。

### 解散
2014年3月8日に行われたサガン鳥栖戦において差別横断幕事件が発生すると、UBは「当該チームの行動を止められなかったことをお詫びします」などの声明を発表した。3月27日、クラブ側から「クルバ・エスト」に所属する10グループと共に自主解散の名目での解散が発表された。その際、「過去のトラブル及び今回の事案について当事者としての責任を認識し、全員で解散を決めた」との申し出があったとされた。その後、サッカージャーナリストのミカミカンタの取材により、クラブ側から「（無観客試合が終わったことで）禊が終わったと思わないで欲しい。けじめをつけてもらいたい」などと迫られた上での解散であることや、横断幕事件の実行グループとは直接関係のない リーダーの角田が入場禁止処分を受けたことが明らかとなった。

### その後
2014年10月18日に行われたベガルタ仙台戦より拡声器や太鼓の使用が解禁されたが、主に応援のリードをとっているのはUBの元メンバーらである。
また、2017年7月17日に行われた鈴木啓太引退試合では角田が1日限定でコールリーダーに復帰しスタジアムを盛り上げたが、試合後に正式にコールリーダーを引退することが鈴木啓太および角田より発表された。

### 復活
2018年2月24日に行われたFC東京戦より正式に活動を再開し、UBの横断幕及び大旗が約4年ぶりにスタジアムに姿を現した。